# 歡唱一家親 (電影)
《歡唱一家親》（韓語：파파）是一部于2012年上映的韓國電影，由《天氣好的話，我會去找你》韓智承導演執導。春燮（朴埇佑飾）是韓國知名經紀人，為了尋找突然消失的當紅明星而來是韓國知名經紀人，為了尋找突然消失的當紅明星而來到美國，沒想到竟然意外變成非法居留的身份。
他想方設法假結婚留下來後，卻無意間變成了六個孩子的監護人。
同母異父的六個孩子，膚色不同，韓籍大女兒June（高雅羅飾），竭盡心力讓未成年的弟妹們同住屋簷下。
春燮一方面要想辦法在異鄉生存下去，還要躲避追來美國要債的經紀公司老闆，另外一方面也要對這個家庭負起責任。
正當走投無路時，突然發現了大女兒的歌唱天賦，以及其他家人的才能，決定將她塑造成偶像，展開一場意想不到的旅程。
影片中高雅羅也展現了唱歌與舞蹈的才華。

## 外部連結
- 韓國映畫振興委員會파파介紹頁面 （页面存档备份，存于）（英文）
- 파파 （页面存档备份，存于）NAVER
- 파파 （页面存档备份，存于）KMDb